# Osbornellus acuminatus
Osbornellus acuminatus är en insektsart som beskrevs av Delong 1942. Osbornellus acuminatus ingår i släktet Osbornellus och familjen dvärgstritar. Inga underarter finns listade i Catalogue of Life.